# Bretziner Heide
Bretziner Heide este o arie protejată (arie specială de conservare — SAC, sit de importanță comunitară — SCI) din Germania întinsă pe o suprafață de 34 ha, integral pe uscat.

## Localizare
Centrul sitului Bretziner Heide este situat la coordonatele 53°25′11″N 10°48′57″E / 53.4197°N 10.8158°E.

## Înființare
Situl Bretziner Heide a fost declarat sit de importanță comunitară în decembrie 1999 pentru a proteja un număr necunoscut de specii din flora spontană și fauna sălbatică aflate în arealul zonei. Situl a fost protejat și ca arie specială de conservare în august 2016.

## Biodiversitate
Situată în ecoregiunea continentală, aria protejată conține 3 habitate naturale: Lacuri și iazuri distrofice naturale, Cursuri de apă de la nivel de câmpie la nivel montan, cu vegetație Ranunculion fluitantis și Callitricho-Batrachion, Pajiști uscate europene.
La baza desemnării sitului se află un număr nedeclarat de specii protejate: